# Mahindra XUV 300
Mahindra XUV 300 — субкомпактный кроссовер-внедорожник, выпускаемый индийским автопроизводителем Mahindra & Mahindra.Он основан на платформе KG Mobility Tivoli X100 и продается на индийском рынке с февраля 2019 года. Mahindra разместила его в этом сегменте вместе со своим Bolero Neo (ранее называвшимся TUV300), чтобы составить конкуренцию Maruti Suzuki Vitara Brezza, Tata Nexon и Ford EcoSport.

## История
Первоначально XUV 300 имел кодовое название S201. Основанный на европейской спецификации KG Mobility Tivoli, он претерпел серьезные модификации, чтобы соответствовать индийским дорогам и рыночным условиям. Внедорожник прошел испытания в аэродинамической трубе на заводе Pininfarina в Италии. Mahindra официально раскрыла название XUV300 в декабре 2018 года. Внедорожник шире и выше Tivoli по размерам, но короче своего аналога, чтобы вписаться в сегмент длиной менее четырех метров. Он также напоминает модель XUV 500 внешним видом с аналогичными фарами и ДХО, передней решеткой и колесными арками. Он был запущен в производство 14 февраля 2019 года в Индии.

## Двигатель
XUV 300 оснащен 3-цилиндровым бензиновым двигателем объемом 1,2 литра и 4-цилиндровым дизельным двигателем объемом 1,5 литра с 6-ступенчатой механической коробкой передач. Также теперь доступен вариант с 6-ступенчатой автоматической коробкой передач. Новый бензиновый двигатель, разработанный совместно с KG Mobility, обеспечивает мощность 110 л.с. и крутящий момент 200 Нм, в то время как дизельный двигатель, позаимствованный у Mahindra Marazzo, выдает 115 л.с. мощности и 300 Нм крутящего момента.

## Mahindra XUV 400
11 сентября 2022 года Mahindra анонсировала электрическую версию XUV 300 под названием XUV 400. Она сохраняет ту же конструкцию и оборудование, что и ее бензиновый аналог. Она оснащена литий-ионным аккумулятором емкостью 39,4 кВтч с расчетным запасом хода 456 км по результатам испытаний ARAI. Электродвигатель расположен на передней оси и выдает 150 л.с. и крутящий момент 310 Нм, разгон от 0 до 60 миль в час за 8,1 с. Критики похвалили автомобиль за его характеристики и простоту использования, но многие отметили отсутствие премиальных функций и устаревший интерьер. Его главный конкурент Tata Nexon EV.

## Mahindra XUV 3XO
29 апреля 2024 года Mahindra анонсировала обновленную версию XUV300, получившую название XUV 3XO.  Он сохранил тот же дизайн, но с некоторыми изменениями, а именно новыми передними светодиодными фарами, 10-дюймовым сенсорным экраном с AdrenoX, 10,25-дюймовой приборной панелью, 360-градусной камерой, панорамным люком на крыше, светодиодными задними фонарями соединёнными линией вместе и 7 динамиками Harman Kardon.